# Керецьківська сільська рада
| Керецьківська сільська рада — колишній орган місцевого самоврядування у Свалявському районі Закарпатської області з адміністративним центром у с. Керецьки. Припинила діяльність у зв'язку з утворенням 2019 року Керецьківської громади шляхом об'єднання Березниківської та Керецьківської сільських рад Свалявського району Закарпатської області. Пізніше ця ОТГ Утворена наново 12 червня 2020 року шляхом об'єднання Березниківської і Керецьківської сільських рад Свалявського району, та Лисичівської і Кушницької сільських рад Іршавського району. Сільській раді були підпорядковані населені пункти: - с. Керецьки |

## Склад ради
Рада складалася з 20 депутатів та голови.

## Керівний склад сільської ради
| ПІБ                        | Основні відомості                                                             | Дата обрання | Дата звільнення |
| -------------------------- | ----------------------------------------------------------------------------- | ------------ | --------------- |
| Белей Василь Іванович      | Сільський голова, 1953 року народження, освіта, безпартійний                  | 26.03.2006   | 31.10.2010      |
| Маровді Михайло Михайлович | Сільський голова, 1960 року народження, освіта вища, член партії Єдиний Центр | 31.10.2010   |                 |

Примітка: таблиця складена за даними джерела

## Населення
Згідно з переписом УРСР 1989 року чисельність наявного населення сільської ради становила 3949 осіб, з яких 1831 чоловік та 2118 жінок.
За переписом населення України 2001 року в сільській раді мешкало 4289 осіб.

### Мова
Розподіл населення за рідною мовою за даними перепису 2001 року:
| Мова       | Відсоток |
| ---------- | -------- |
| українська | 98,59 %  |
| російська  | 0,72 %   |
| білоруська | 0,05 %   |
| словацька  | 0,02 %   |
| інші       | 0,62 %   |